# Горгій (Платон)
Горгій (грец. Γοργίας) — діалоговий твір грецького філософа Платона. Названий за іменем софіста Горгія, з яким вступає в розмову Сократ. Також у бесіді беруть участь Каллікл, Херефонт і Пол.

## Зміст
Зміст — вигадана, літературна бесіда. Учитель Платона Сократ дискутує з відомим оратором Горгієм фон Леонтіноєм, на честь якого названо діалог, а також його учнем Полосом і знатним афінянином Калліклecoм. Після того, як він прочитав лекцію, Горгій готовий відповісти на будь-які запитання аудиторії. Сократ користується нагодою, щоб поговорити з ним. На першому етапі діалогу Горгій і Полос по черзі дискутують із Сократом. Пізніше Каллікл, кинутий виклик ставленням Сократа, бере на себе роль свого опонента. Перше питання — це питання, який сенс і мета майстерно відпрацьованої риторики Горгія. Виявляється, вона прагне за допомогою лестощів переконати слухачів. Це повинно дати доповідачу перемогу в юридичних чи політичних суперечках. При цьому він вважає, що вона повинна зробити для нього щось добре. Але Сократ заперечує, що риторика може задовольнити це очікування; він думає, що промовець це лише уявляє. Щоб це перевірити, необхідно уточнити, що насправді добре і бажано. Таким чином, дискусія переходить до своєї головної теми — питання правильного способу життя. Думки з цього приводу різко розходяться. Для Каллікла благо є отриманням насолоди, до якого, отже, слід прагнути всіма підходящими засобами; етичні та правові проблеми не мають значення. Сократ протистоїть цьому своїм філософським переконанням, згідно з яким краще терпіти несправедливість, ніж чинити несправедливість, оскільки вчинена несправедливість завдає найбільшої психологічної шкоди винному. З його точки зору, добро і досконалість засновані на правильному, природному порядку, який людина має зберігати як у суспільстві, так і в своїй душі. Порядок душі вимагає, щоб хаотичні бажання були підпорядковані владі розуму. Ті, хто контролює себе, доброчесні, тому діють правильно і ведуть успішне життя. Він досяг стану евдемонії («блаженства»). Для цього потрібні не риторичні навички, а скоріше філософська проникливість. Згоди не досягнуто. Сократ не може ні переконати своїх співрозмовників, ні їм спростувати його аргументи. Горгій, Полос і Каллікл йдуть на деякі поступки, але по суті кожен дотримується своєї точки зору. Сократ з'ясовує в якому мистецтві (грец. τέχνη) сильний Горгій і отримує відповідь, що в риториці (449а). Далі Сократ дізнається, що предметом риторики є мови (грец. λόγους — 449e). Проте далі він дивується, оскільки мова присутня в кожному мистецтві. Далі співрозмовники з'ясовують, що риторика — це мистецтво переконання.
Сократ демонструє, що риторика в розхожому поданні беззмістовна. По суті, вона виявляється тінню державного мистецтва (463e), оскільки зазвичай оратори ведуть мову про справедливість (грец. δίκαια — 460b). Оратори, що нехтують справедливістю, схожі на тиранів. Сократ спростовує уявлення про те, що сила є благом, оскільки в цьому випадку благом володіли б убивці і змовники.
Наприкінці діалогу Сократ вчить про загробну відплату, коли праведники потрапляють на Острови блаженних, а лиходії в Тартар (523b), де деякі тирани (Сізіф, Тантал) приречені на вічні муки. Цей аргумент дозволяє Сократу довести тезу, що краще терпіти несправедливість, ніж її творити. Крім того, Сократ доводить, що несправедливість гірша від смерті, яка є відділенням душі від тіла.

## Місце, час та учасники
Дебати відбуваються в Афінах у домі Каллікла. Чітке датування вигаданого сюжету неможливе, оскільки хронологічно релевантна інформація в діалозі є суперечливою. Очевидно, Платон щедро використав у цьому відношенні свою літературну свободу. Згідно з одним коментарем, розмова, здається, відбулася в 405 році до нашої ери. е., але інші місця вказують на більш ранній час. Згадується, що цар Архелай I лише нещодавно правив Македонією. Цей правитель не раніше 414 р., ймовірно, 413 р. до н.е. прийшов до влади. З іншого боку, кажуть, що Перікл († 429) нещодавно помер. У будь-якому випадку дискусія припадає на період Пелопоннеської війни. Помітні анахронізми, очевидно, навмисні, вони мають на меті нагадати читачеві про вигаданість тексту.
Співрозмовниками Сократа є Горгій, Полос, Каллікл і Хаірефон. Горгій, Полос і Хаірефон, безсумнівно, історичні особи. Те, що Каллікл насправді жив, у минулому часто сумнівалися, але зараз вважається вірогідним. Горгій і Полос прийшли з осілої грецької частини Сицилії. Батьківщиною Горгія був Леонтіной, нинішній Лентіні, містом Полоса був Акрагас, нинішній Агрідженто. Горгій, знаменитий оратор і вчитель риторики, прибув у 427 році до нашої ери до Афін. Там він викликав фурор своєю надзвичайною красномовністю, а його стиль задав тенденцію. Іноді його зараховують до софістів, тодішніх мандрівних вчителів, які навчали молодь вищого класу знанням, які вважалися корисними за плату. Однак у дослідженнях викликає суперечки, чи стосується це позначення Горгія. За словами Платона, його учень і супутник Полос на момент діалогу був ще молодим і недосвідченим, але вже написав підручник з риторики. Підручник дійсно існував, Аристотель цитував його. Каллікл, господар Горгія, був молодим, аристократично налаштованим афінянином знатного походження з політичними амбіціями. Згідно з оповіданням Платона, він був освіченим, цінував мистецтво говорити і мав певну компетенцію у філософському дискурсі. Але як тверезий прагматик і технік влади, він зневажав філософів, а також софістів, бо бачив у них невмілих балакунів. Хаірефон був однолітком, другом і учнем Сократа і був захоплений його філософією.
Погляди діалогової фігури Платона Горгія значно відрізняються від поглядів вчителя історичної риторики. У діалозі Платонів Горгій, який, очевидно, вже в похилому віці, охоче приймає чужий йому філософський дискурсивний метод Сократа. Виявляється, він не відповідає її вимогам. Його молодий, підігрітий учень Полос, незважаючи на свою недосвідченість, готовий вести суперечку з Сократом, щоб полегшити стомленого Горгія. Як і його вчитель, він постає з яскраво вираженою самовпевненістю, яка властива деяким фігурам, особливо софістам, у діалогах Платона і яка іноді видається зарозумілою. Таке ставлення контрастує з зовні скромним стилем Сократа, який неупереджений і бажає вчитися, але не приховує зневаги до риторики та софістики. Каллікл спочатку стримався, але потім енергійно втрутився і виявився найжорсткішим, найпослідовнішим противником сократівської етики. У своїх політичних поглядах Платонова «Калікл» амбівалентний; з одного боку, він зневажає моральні уявлення слабких і виступає за необмежене правління сильних, що свідчить про олігархічні чи тиранічні настрої; з іншого боку, він приймає демократичну систему і хоче зробити в ній кар'єру, адаптуючись до настроїв натовпу. Чайрефон — фігура маргінальна, він не бере участі у філософській дискусії.

## Ведення бесіди
У «Горгія» Платон вводить сократівський спосіб ведення бесіди, який тісно пов'язаний з відповідним світоглядом і способом життя. Сократівський діалог має бути спільними зусиллями тих, хто бере участь, щоб отримати знання, у поєднанні з постійною готовністю бути інструктованим і виправленим. Нестримність, конструктивне цілепокладання, філософська проникливість і хороший спосіб життя – це єдине ціле. За цим стоїть наполегливе бажання вдосконалювати себе та інших. Однак також вражає суворість, з якою Платоновий Сократ засуджує й виступає проти думок, поглядів і діяльності, які він вважає шкідливими. Таким чином він значною мірою сприяє конфронтаційному настрою.
Незважаючи на його вражаючі зауваження, Сократ, здається, в кінцевому підсумку не досяг успіху. Його співрозмовники схиляються перед логікою його висновків, якій навряд чи можуть протистояти, але відмовляються миритися з наслідками, які виникають для повсякденного життя. Ви слухаєте його з ввічливості чи цікавості, а не зі щирого інтересу до пошуку істини. Каллікл, який зробив найплідніший внесок у формулювання й обгрунтування антисократичної позиції, майже не бере участь у змісті дискурсу на завершальній фазі, хоча й продовжує триматися за свою думку. Він з огидою відсторонився від суперечки і дає Сократу говорити, щоб розмова, від якої він більше нічого не очікує, завершилася якнайшвидше. Він більше не реагує на останні зауваження Сократа - міф і пов'язане з ним звернення.
Як і в інших творах Платона, Сократ виступає в «Горгії» як рішучий прихильник фактичних аргументів, спрямованих лише на знання та етичне вдосконалення. Він критикує звичку підозрювати та ображати людей, які думають інакше, через особисту чутливість із сумнівними мотивами. Тим не менш, Полос і Каллікл звинувачують його саме в безпредметній поведінці, яку він так рішуче відкидає. Полос звинувачує його в прагненні, заради радості спростування, довести Горгію протиріччя, до якого він сам його привів. Каллікл звинувачує його в витонченості та праведності. Тож Сократ не може переконати обох у чистоті своїх намірів. Спільне філософське починання не реалізується.

## Філософські результати
Як і в інших діалогах Платона, сучасна філософська дискусія обертається навколо остаточності аргументів Сократа. Неодноразово вказувалося на логічні недоліки. Вони включають неправильне застосування загального принципу до окремого випадку, кругові міркування та помилкове припущення, що логічна обґрунтованість твердження є результатом мовної форми.
Якість аргументів, якими Платонів Сократ намагається спростувати припущення трьох своїх співрозмовників, у дослідженнях оцінюється по-різному. Питання полягає в тому, чи є в Горгія невизнані помилки чи в якій мірі, і чи могли б опоненти Сократа в дискусії уникнути спростування, якби вони не висловили певних тверджень або відмовилися погодитися з певними тезами Сократа.
З Горгієм суперечать, чи міг він підтримувати послідовну позицію з відмовою від твердження, що він також був учителем справедливості, чи навіть без цієї відмови. Одна з обговорюваних гіпотез полягає в тому, що фатальна помилка, яка змусила його суперечити самому собі, — це його перебільшене зображення сили риторики. Джеймс Дойл пояснює невдачу Горгіаса тим, що він вступив у дебати, не маючи чіткого уявлення про співвідношення між риторикою та етикою. Бред Леветт каже, що Сократ Платона перехитрив учителя риторики. Для цього він використав риторичну стратегію, яка була частиною власного репертуару Горгія. Таким чином, діалог пропонує пародію на мистецтво переконання Горгія.
Георгій Клоско розглядає позицію Каллікла. Він приходить до висновку, що воно має значні недоліки і що Каллікл міг би краще захистити свій аморалізм, якби не пов’язав його з крайнім гедонізмом. Чарльз Х. Кан поділяє цю думку, але вказує, що вибірковий гедонізм, який встановлює та виправдовує ієрархію пожадливостей, у поєднанні зі світоглядом Каллікла також був би проблематичним і вразливим.
Також є спірним, чи є обґрунтованим парадоксальна теза Сократа про те, що сильні насправді безсилі через своє невігластво.
Річард МакКім зазначає, що, згідно з «Сократом» Платона, правильне розуміння чинити несправедливість і страждати від неї вже приховано в кожній людині. Метою філософського діалогу є усвідомлення цього латентного знання. Це трапляється, коли Сократ демонструє своїм співрозмовникам, що сором заважає їм послідовно відстоювати свої позиції. Цей сором виявляє справжнє ставлення душі. Це не, як вважає Каллікл, результат соціальної обумовленості, що суперечить природі, а ознака знання, прихованого в душі. Це показує вже існуючу етичну орієнтацію. Визнати це в ході дискусії важливіше, ніж жорсткість аргументів.
Дискусійною темою в дослідженнях є оцінка ірраціональних факторів Платоновим «Сократом» у «Горгії». У ранніх діалогах Платона його Сократ представляв «інтелектуалістичну» етику, яка також була чітко виражена у Горгія. Ця концепція говорить про те, що кожен хоче того, що добре, і ніхто не діє погано за бажанням. Ті, хто розуміє, що добре, неминуче поводяться добре. Етично неправильна поведінка може бути результатом лише незнання хорошого. Діяти всупереч вашому розуму (akrasía) неможливо. З іншого боку, деякі уривки з Горгія припускають існування автономної ірраціональної області в душі, при якій, здається, враховується можливість акрасії [66]. Джон М. Купер припускає, що аргументи Сократа в «Горгії» пов'язані з певними слабкостями та двозначністю, які Платон навмисно вклав у свої уста. При цьому Платон хотів звернути увагу на недоліки в сократівській теорії дії, які він усунув лише пізніше — у Dialog Politeia. Тому не можна було просто вважати Сократа з Горгія — як це зазвичай буває — «рупором» Платона. Недоліки, які, на думку Купера, стосуються, зокрема, заперечення можливості акрасії та ірраціональних мотивів.

## Час виникнення та історична довідка
Зазвичай Горгія зараховують до ранніх творів Платона. У групі ранніх діалогів він, здається, належить до пізніших. У всякому разі, він був створений після суду над Сократом, який відбувся навесні 399 р. до н.е. Зайняв місце. Датування приблизно 390/387 рр. вважається правдоподібним. У дослідженнях сперечається, чи написав Платон Горгія до того, як він написав його приблизно в 388 році до нашої ери. Почав свою першу подорож до Сицилії, або лише після повернення з цієї подорожі. На відміну від попередніх діалогів, у яких Сократ не дає власних відповідей на обговорювані питання, а розмова закінчується — принаймні наразі — розгубленістю (апорією), Платон у «Горгії» дозволяє своєму Сократу зайняти рішучу позицію.
Справжнє тло діалогу формує розгляд Платона сучасної політики в Афінах, який значною мірою формувався промовцями, його відмова від політичної діяльності в рідному місті та суперечки навколо страти його вчителя Сократа. У «Горгії» Платоновий Сократ передбачає суд над ним і смертний вирок, він дає цьому пояснення і вже виправдовується, хоча на момент діалогу звинувачення проти нього ще не висунуто. Таким чином, «Горгій» є одним із полемічних текстів, які поширювалися в контексті суперечок прихильників і противників Сократа. Нищівні судження, які Сократ зробив у діалозі про Афінську державу та її чотирьох найвідоміших представників, а також про основну частину її співгромадян відображають глибоке розчарування Платона політикою Афін. У Горгіях, серед іншого, він хоче зробити своє рішення залишитися поза політикою правдоподібним, зображуючи політичну участь як безнадійну. Він припускає, що за сучасних умов не можна втручатися в політику, не жертвуючи власною цілісністю.
Багато читачів помітили, з якою палкістю Горгій засуджує риторику та роль політиків, які виступають у ролі ораторів. Улоф Гігон пояснює цю полеміку Платона контрастом між життєвим планом оратора і політика і планом прихильника платонівської філософії. Платон усвідомлював небезпеку альтернативної моделі: «Зрозуміло, що Платон зробив усе, що в його силах, щоб зробити цього суперника нешкідливим». Тому він вдався до спрощень, викривлень і зловмисних припущень.
У контексті нинішніх конфліктів, у Горгія також представлена полеміка проти софістів-вчителів чесноти, які беруть плату за свої уроки і скаржаться на невдячність своїх учнів, коли вони винні їм винагороду. Сократ Платона стверджує, що невдячність учнів доводить провал уроку чесноти і, таким чином, його нікчемність. Якби уроки були цінними та вдалими, учень був би вдячний з власної ініціативи. Соромно брати гроші за уроки чесноти. Підставою тут є принципова розбіжність у поглядах Платона та вчителя риторики Ісократа щодо гонорарів. І сократ також визнав протиріччя, засуджене Платоном, але зробив з нього протилежний висновок. Він не побачив помилки в претензії на гонорар, але обернувся проти твердження, що чесноті можна навчити.

## Горгій у творах різних епох
Античність
Наслідки Горгія в давнину були сильними як через провокаційну критику риторики, широко популярної серед греків і римлян, так і через широкий інтерес до етичних питань. Глибоке враження, яке справив діалог, свідчить про анекдот, згідно з яким коринфський селянин, прочитавши Горгія, кинув професію і став філософом.
Афіней повідомляє анекдотичний матеріал з антиплатонічного джерела. За його інформацією, Горгій прочитав діалог, названий його ім'ям, і сказав: «Як іронічно може писати Платон!» Також кажуть, що Горгій читав діалог своєму колу знайомих, як розповідає нам Атеней, і зауважив, що насправді він мав нічого про це не говорив і не чув.
Сучасник Платона Ісократ, який, як учитель риторики, належав до групи людей, що зазнали жорстоких нападів у Горгія, виступив проти загальної критики афінян, що висувається там. Не посилаючись прямо на творчість Платона, він зазначив, що він і багато його співгромадян не розглядають відносини між володінням владою і щастям поверхневим і неправильним способом, який критикується у Горгія.
Для римських риторів засудження Платоном їхньої діяльності було складним завданням. Цицерон широко коментував цю делікатну тему. У своєму тексті De oratore («Про оратора»), оформленому у формі діалогу, він дозволив оратору та політичному діячеві Луцію Ліцинію Крассу († 91 до н. е.) передати поширену критику філософських шкіл — Академії, Стої та Періпати. Красномовство сходить до Горгія. Він - Красс - уважно читав Горгія в Академії в Афінах. Його вразило, що Платон, автор філософської зневаги до риторики, у своїй глузуванні з промовців показав, що він сам є дуже важливим оратором. Неправильно стверджувати, що спікерам бракує досвіду в питаннях, які вони розглядають. Тільки ті, хто знайомий із змістом, можуть бути успішними як доповідач. Не варто називати ораторами тих, хто не має хорошої загальної освіти. Інший аргумент, висунутий у «Де ораторі» Цицерона, полягає в тому, що якщо історичний Сократ справді дискутував з Горгієм, він міг би перемогти його, лише якщо він сам був кращим оратором.
Квінтіліан також детально прокоментував оцінку риторики в Горгіях. Він стверджував, що критика Платона була лише проти зловживання мистецтвом говорити, а не проти самої доброї мови. Це видно, серед іншого, з того, що сам Платон написав захисну промову Сократа перед судом, а також (у діалозі Менексенос) панегірик загиблим за вітчизну. Противники риторики, які посилалися на Горгія, неправильно зрозуміли діалог.
У тетралогічному порядку творів Платона, який, очевидно, в 1 ст. до н.е Було введено, що Горгій належить до шостої тетралогії. Письменник історії філософії Діоген Лаертій зарахував його до «заперечливих» творів і дав альтернативну назву «Про риторику». При цьому він посилався на нині втрачений сценарій середнього платоніка Трасіллоса.
Автор анонімно переданої пізньоантичної «Пролегомени до філософії Платона» підкреслював, що фактичний намір Платона в «Горгіях» полягав не в тому, щоб відкинути неправильну риторичну концепцію Горгія і Полоса, а хотів дати читачеві зрозуміти, що таке автентична риторика. складається з. Як побічний ефект, це призводить до викриття софістичної риторики.
Передача стародавнього тексту обмежена кількома фрагментами папірусу з Римської імперії.
Середній вік
Найстаріший збережений середньовічний рукопис Горгія було виготовлено у 895 році у Візантійській імперії. Інтерес окремих вчених до «Горгія» відображений у численних схоліях (пояснювальних записках), які були внесені в копії тексту в середньовіччі — іноді навіть у пізній античності.
У латиномовному світі вчених Заходу Горгій був невідомий у середньовіччі. Проте деякі ідеї, викладені в діалозі, були відомі з давніх латинських творів, у яких на них згадується. Вони включали зв’язок між праведністю і щастям, з одного боку, несправедливістю і нещастям з іншого, а також твердження, що злодіяні ніколи не отримують того, чого хочуть. Твори, що передали ідеї від Горгія до Середньовіччя, включали Tusculanae disputationes Ciceros, коментарі до Somnium Scipionis Макробія, твір De Platone et eius dogmate Апулея, Noctes Atticae Геллія та Consolatio philosios Boohius.
Ранній модерн
На заході Горгій був знову відкритий в епоху ренесансного гуманізму після того, як візантійський вчений Мануель Хрісолорас привіз до Італії рукопис оригінального грецького тексту в 1390-х роках.
Перший латинський переклад зробив італійський гуманіст і державний діяч Леонардо Бруні. Він був завершений восени 1409 р. і в 1411 р. антипапа Іоанн XXIII. присвячений. У листі-присвяті Бруні підкреслив, що вчення Платона у фундаментальних висловлюваннях узгоджується з християнським вченням. Цим він хотів переконати Папу, що гуманістичні дослідження виправдані, і протистояти противникам гуманізму при папському дворі. Проте як гуманіст сам Бруні був затятим прихильником риторики, яка піддавалася різкій критиці у Горгія. Ні полеміка проти риторів, ні зневажливе судження Платона Сократа щодо відомих державних діячів Фемістокла, Кімона, Мільтіада і Перікла не знайшли схвалення в оточенні гуманістів навколо Бруні. Дискомфорт Бруні видно з того, що у своїй латинській версії Горгія він намагався пом’якшити гостроту протилежностей, що стикаються в діалозі, і надати тексту більш нешкідливу, повчальну форму.
Зовсім іншого висновку прийшов різко антиплатонічний гуманіст Георгій Трапезунтій. У 1458 році він написав брошуру, в якій, як аристотеліст, порівнював Платона з Арістотелем. Там він повідомив, що вже в юності ненавидів Платона, бо той напав на чотирьох найвідоміших і найуспішніших державних діячів Афін і риторику в Горгія. Платон показав, що він ворог усього добра. Візантійський гуманіст Теодорос Газес із аристотеліанським мисленням, який викладав у Феррарському університеті в 1446–1449 роках і лікував Горгія, серед інших, критично ставився до діалогу; він пояснював напад на Перікла особистою антипатією Платона.
У 1469 році кардинал Бессаріон, платонічно налаштований учений, опублікував відповідь на полеміку Георгія Трапезунтія, текст In calumniatorem Platonis («Проти наклепника Платона»). У ньому він виправдовував, серед іншого, критику Платона чотирьох державних діячів у Горгіях.
У 1570-х роках у Болоньї був надрукований латинський «Горгій» Бруні.
Інший переклад на латинську мову Марсиліо Фічіно. Він опублікував її у Флоренції в 1484 році в повному виданні своїх перекладів Платона. У своєму вступі (argumentum) до свого латинського «Горгія» Фічіно, як і Бруні, намагався применшити глибокі контрасти, що виникли в діалозі.
Перше видання грецького тексту було опубліковано Альдо Мануціо у Венеції у вересні 1513 року як частина повного видання творів Платона, опублікованого Маркосом Мусуросом.
Сучасність
Літературний аспект
Судження про літературну якість склалися по-різному. Фрідріх Ніцше описав діалог як «дивний, тому що концепція абсолютно нехудожня». Ульріх фон Віламовіц-Мельлендорф не вважав Горгія шедевром; Він сказав, що структура матеріалу все ще недосконала, а книга стала занадто довгою, дискусія з Каллікл здавалася затягуючою і виснажливою; тільки після діалогу Менона Платон досяг майстерності. Альфред Едвард Тейлор також вважав Горгія затягнутим і занадто довгим, що він пояснював недосвідченістю автора; це молодіжна робота.
У 1959 році Ерік Робертсон Доддс опублікував критичне видання Горгія зі вступом і коментарем. Його коментар часто визнавався зразковим досягненням у пізнішій дослідницькій літературі.
Пол Шорі вважає висловлювання Каллікла найбільш вражаючим формулюванням аморалістичного ставлення в історії європейської літератури. Для Улофа Гігона «незвичайно чітка структура» є ключовою перевагою Горгія. Диференціація фігур увінчалася чудовим успіхом, радикальність питань вражала. Чарльз Х. Кан високо оцінює жвавість та «незабутню інтенсивність» викладу, що є результатом драматичного задуму та його вражаючого зв’язку з філософськими задумами автора.
Філософсько-політичні аспекти
Джон Стюарт Мілль (1806–1873) описав Горгія як один із найкращих прикладів діалектичної майстерності та драматичного таланту Платона. Проте він вважав аргументи Сократа непереконливими. Мілль вважав, що аргументи Сократа майже всі були оманами; З цієї точки зору «Горгій» є одним із найслабших творів Платона. Твердження, що чеснота – це шлях до щастя, невірне, скоріше, воно суперечить всьому досвіду людства. Пояснення «Сократа» Платона могли вразити лише тих, хто вже поділяв його переконання. Любов до чесноти – це питання відчуття, що до неї неможливо навернути аргументами. Хоча Горгій може сприяти цій любові, це відбувається не з правдоподібних причин, а скоріше через звернення до читача, який емоційно сприйнятливий до неї. Мілль вважав останнє дуже гідним досягненням; він дотримувався думки, що Горгій представляв один з найважливіших кроків в історії етики.
Часто підозрювали зв’язок між концепцією надлюдини Ніцше та імморалістичним образом людини Каллікла в «Горгії» Платона. Однак доказів цьому немає і, крім деяких подібностей, є ще й принципові відмінності. Ніцше захоплювався Перікл; Він різко не схвалював зневажливе судження Платона щодо цього державного діяча та Афін у Периклі, він розглядав це як симптом занепаду.
Карл Поппер рішуче виступає за Перікла і проти Платона, але оцінює Горгія переважно позитивно. Він вважає, що коли він писав Горгія, Платон ще перебував під впливом вчення Сократа, від якого відвернувся лише пізніше. Принцип, що гірше чинити несправедливість, ніж страждати, походить від історичного Сократа і є виразом його індивідуалістичного ставлення, яке дуже пов’язане з християнською доктриною.
У своїй посмертно опублікованій праці «Мислення» філософ Ханна Арендт має справу з Сократом, у якому вона бачить зразкового мислителя, і з його оцінкою скоєння і страждання несправедливості. Вона досліджує значення думки, висловленої у Горгія Сократом Платона, що внутрішній конфлікт у людині гірший за суперечність із зовнішнього світу. Згідно з розумінням Арендт, духовне Я існує лише в подвійності, яка проявляється у внутрішньому діалозі думки. Внутрішні співрозмовники не можуть розлучитися, поки людина думає. Тому Сократ зробив дуже важливим, щоб вони залишалися друзями, щоб зберігалася гармонія особистості з собою. Страждати несправедливості краще, ніж чинити несправедливість, тому що як жертва можна залишатися другом стражденного, але не як злочинець другом вбивці.

## Відгуки
Голосовкер у «Логіці міфу» зазначав, що «в діалозі „Горгій“ Сократ значно нудніший від софіста Каллікла, без якого, можливо, не було б і „моралі насильства“ Гоббса з її гаслом: „Людина людині вовк“»
Марсель ван Аккерен: Знання про добро. Значення і безперервність доброчесного знання в діалогах Платона.